# Treron mały
Treron mały (Treron olax) – gatunek średniej wielkości ptaka z rodziny gołębiowatych (Columbidae). Występuje w południowo-wschodniej Azji.

## Systematyka
Takson po raz pierwszy opisany w Nouveau recueil de planches coloriées d'oiseaux w roku 1823 przez Temmincka jako Columba olax na podstawie osobnika znalezionego na Sumatrze. Nie wyróżnia się podgatunków.
Etymologia nazwy naukowej: Treron: gr. τρηρων trērōn, τρηρωνος trērōnos „gołąb”, od τρεω treō „uciekać w strachu”; olaxː łac. olax „wonny”, od olere „pachnieć”

## Charakterystyka

### Wymiary i masa ciała
Całkowita długość ciała trerona małego wynosi 19,5–22,8 cm w przypadku samca i 19,1–21,3 cm u samicy. Skrzydło samca ma od 11,9 do 21,5 cm, natomiast w przypadku samicy są to wartości od 12 cm do 12,9 cm. Długość ogona to 5,9–6,5 cm, długość dzioba zawiera się w przedziale 1,2–1,4 cm, a długość skoku wynosi od 1,8 do 2 cm. Masa ciała tego ptaka to ok. 77 g.

### Wygląd zewnętrzny
Samiec: kark i głowa ciemne, szaroniebieskie, z jaśniejszym odcieniem na czole. Górna część grzbietu, barkówki i małe pokrywy skrzydłowe brązowoczerwone. Pokrywy średnie i duże ciemne, z jasnożółtymi zakończeniami piór. Spód skrzydła czarny, pokrywy podskrzydłowe ciemnoszare. Lotki czarne; na drugo- i trzeciorzędowych widoczne żółte końcówki. Obszar od grzbietu do pokryw nadogonowych ciemnoszary. Na zewnętrznych piórach ogona szary pasek, słabiej dostrzegalny w jego środkowych partiach. Pokrywy podogonowe kasztanowe. Spód ogona czarny. Jasnopopielate pióra na gardle przechodzą w ciemniejszy odcień na podbródku i pokrywach usznych. Górna część piersi pomarańczowa, dolne partie w kolorze oliwkowym. Brzuch bladozielony. Boki ciała szare. Pióra na podudziu czerwonawe. Kolory tęczówki od pomarańczowego do płowożółtego. Skóra przy oczodołach jasnoniebieska lub zielonkawoniebieska. Dziób i jego podstawa oraz woskówka z niebieskim lub zielonym zabarwieniem, końcówka biaława. Nogi czerwone lub fioletowoczerwone.
Samica: czoło popielate, obszar od czubka głowy do karku ciemnoszary. Kark, barkówki, mniejsze pokrywy skrzydłowe i górna część grzbietu ciemnozielone. Spód skrzydła jak u samca. Średnie i duże pokrywy skrzydłowe ciemne, z żółtymi zakończeniami piór. Lotki pierwszo- i drugorzędowe czarne z białymi końcówkami, a lotki trzeciorzędowe z oliwkowymi. Część ciała od grzbietu do kupra ciemnooliwkowa. Pasek piórach ogona szary po bokach, a w centralnej części oliwkowy. Szare pióra na podbródku przechodzą stopniowo w zielone na szyi, pokrywach usznych i kantarku. Pierś żółtawozielona, na brzuchu mniej intensywny odcień. Pióra na podudziu żółtobrązowe z oliwkowymi partiami. Tęczówka płowożółta. Skóra przy oczodołach jasnożółta lub jak u samca. Podstawa dzioba i woskówka niebieskawe, końcówka jasnoniebieska. Nogi czerwone.
Osobnik młody: podobny do samicy. Pióra na głowie z oliwkowymi zakończeniami. Końcówki barkówek, małych pokryw skrzydłowych i lotek trzeciorzędowych kasztanowe. Żółte fragmenty upierzenia na pokrywach skrzydłowych lepiej widoczne niż u dorosłych osobników. Centralna część piór ogona brunatna.

## Występowanie

### Środowisko
Osiedla się na nizinach i pogórzach, na wysokościach do 1400 metrów. Osobniki spotykane na Sumatrze preferują obszary nadbrzeżne, a te występujące na Borneo często wybierają tereny podgórskie. Treron mały zamieszkuje przede wszystkim lasy wiecznie zielone i lasy wtórne. Może pojawiać się również w ogrodach i parkach.

### Zasięg występowania
Treron mały występuje w Tajlandii, Malezji, na wyspach Borneo, Sumatra, w zachodniej części Jawy oraz w północnej części archipelagu Wysp Natuna.

## Pożywienie
Gatunek owocożerny. W skład diety trerona małego wchodzą owoce figowców zrywane bezpośrednio z drzew.

## Tryb życia i zachowanie
Stada treronów małych na ogół liczą mniej niż dziesięć osobników. Okres wzmożonej aktywności przypada na wczesne godziny poranne i późne popołudnia, gdy stada lub pary przelatują na żerowiska.
Głos: opisywany jako rytmiczne, melodyjne pogwizdywania o zmiennej tonacji, wyższe niż w przypadku innych treronów; w literaturze dźwięki treronów małych zapisywane jako wiiiii-iiu-iiu iiu-iiui iiui-iiuwu oraz put-put-put. Przy budowie gniazda samica wydaje delikatne dźwięki seeul.

## Rozród
Lęgi składające się z dwóch jaj zaobserwowano w styczniu, lutym, kwietniu i czerwcu. Materiał potrzebny do budowy gniazda w formie typowej dla gołębi lekkiej konstrukcji jest zbierany przez samca.

## Status
Międzynarodowa Unia Ochrony Przyrody (IUCN) uznaje trerona małego za gatunek najmniejszej troski (LC – Least Concern) nieprzerwanie od 1988 roku. Trend liczebności populacji uznaje się za spadkowy.